# ルカイ族
ルカイ族（ルカイぞく、Rukai、中国語:魯凱族）は、台湾原住民の一つ。台東県、屏東県、高雄市に約12,000人が分布している。パイワン族と類似した貴族制度を有し、会所制度を有す父系社会である。独自の言語のルカイ語を有す。
かつて、日本統治時代の初期は、ツァリセン族（Tsarisen）とも呼ばれたが、その中には一部のパイワン族（ラバル社およびブツル社）も含まれていた。その後、民族学者らの研究により、言語や風習、帰属意識などをもとに名称を改め、分離されることになった。「ツァリセン」とは「山の坂に住む人」を意味する呼称である。

## 著名人
- 伍麗華（ルカイ語：Saidhai Tahovecahe）-元小学校の校長先生、元台湾屏東県庁原住民部部長（屏東縣政府原民處處長)、民主進歩党所属の立法委員。